# Jayson Terdiman
Jayson Terdiman (East Stroudsburg, 21 dicembre 1988) è un ex slittinista statunitense.

## Biografia
Ha iniziato a gareggiare per la nazionale statunitense nelle varie categorie giovanili nella specialità del doppio insieme a Christopher Mazdzer ottenendo, quali migliori risultati, il secondo posto nella classifica finale della Coppa del Mondo juniores nel 2007/08, nonché quattro medaglie ai campionati mondiali juniores, delle quali una d'oro nella gara a squadre a Lake Placid 2008.

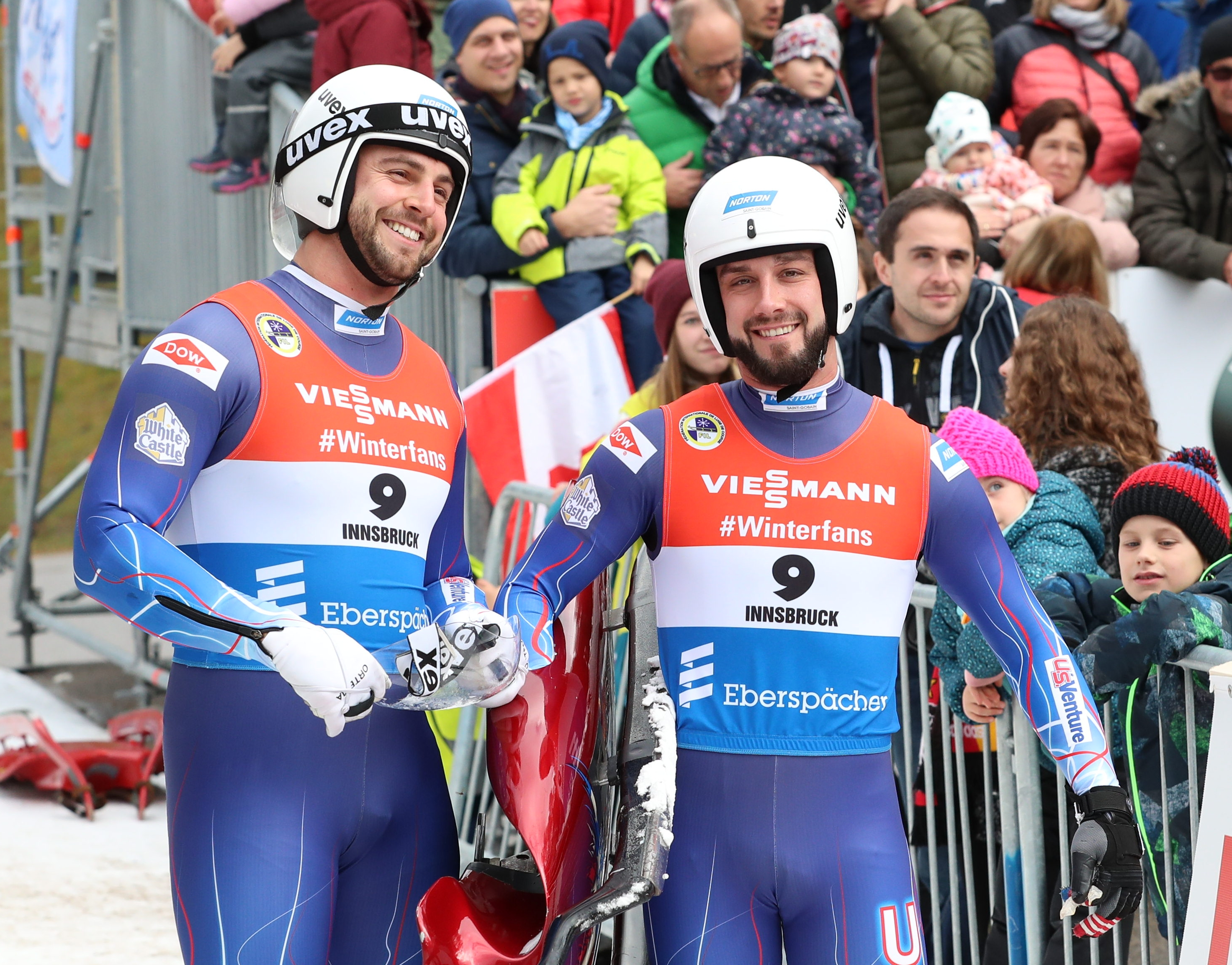
Terdiman (a destra) con Chris Mazdzer, nuovamente compagni nel doppio dalla stagione 2018/19

A livello assoluto ha esordito in Coppa del Mondo nella stagione 2008/09 e dall'edizione 2010/11, dopo che Terdiman aveva deciso di abbandonare la carriera nella specialità biposto per dedicarsi esclusivamente al singolo, ha gareggiato in coppia con Christian Niccum fino al ritiro di quest'ultimo avvenuto dopo le Olimpiadi di Soči 2014 ed ha quindi successivamente fatto coppia con Matthew Mortensen; in seguito al ritiro di Mortensen, dalla stagione 2018/19 Terdiman tornò a fare coppia con Chris Mazdzer. Ha conquistato il primo podio il 4 dicembre 2010 nel doppio a Winterberg e in classifica generale come miglior risultato si è piazzato al terzo posto nella specialità biposto nel 2016/17. 
Ha preso parte a due edizioni dei Giochi olimpici invernali: a Soči 2014 ha raggiunto l'undicesima posizione nella prova biposto e la sesta nella gara a squadre e a Pyeongchang 2018 ha terminato al decimo posto nel doppio e al quarto nella prova a staffetta.
Ha preso parte altresì a otto edizioni dei campionati mondiali, conquistando in totale due medaglie. Nel dettaglio i suoi risultati nelle prove iridate sono stati, nel doppio: undicesimo a Cesana Torinese 2011, undicesimo ad Altenberg 2012, nono a Sigulda 2015, nono a Schönau am Königssee 2016, ventunesimo a Igls 2017, undicesimo a Winterberg 2019, squalificato a Soči 2020 e sedicesimo a Schönau am Königssee 2021; nel doppio sprint: quinto a Schönau am Königssee 2016, settimo a Igls 2017, quinto a Winterberg 2019, nono a Soči 2020; nelle prove a squadre: sesto ad Altenberg 2012, quinto a Sigulda 2015, quinto a Schönau am Königssee 2016, medaglia d'argento a Igls 2017, sesto a Winterberg 2019, medaglia di bronzo a Soči 2020 e quarto a Schönau am Königssee 2021.
Ai campionati pacifico-americani, sempre nella gara del doppio, ha vinto due medaglie d'oro, a Lake Placid 2015 a Park City 2017, due d'argento e due di bronzo.

## Palmarès

### Mondiali
- 2 medaglie:
  - 1 argento (gara a squadre a Igls 2017);
  - 1 bronzo (gara a squadre a Soči 2020).

### Pacifico-americani
- 8 medaglie:
  - 2 ori (doppio a Lake Placid 2015; doppio a Park City 2017);
  - 4 argenti (doppio a Calgary 2016; doppio a Calgary 2018; doppio a Whistler 2020; doppio a Soči 2022);
  - 2 bronzi (doppio a Calgary 2012; doppio a Whistler 2014).

### Mondiali juniores
- 4 medaglie:
  - 1 oro (gara a squadre a Lake Placid 2008);
  - 2 argenti (gara a squadre a Cesana Torinese 2007; doppio a Lake Placid 2008);
  - 1 bronzo (doppio a Cesana Torinese 2007).

### Coppa del Mondo
- Miglior piazzamento in classifica generale nel doppio: 3º nel 2016/17.
- 19 podi (3 nel doppio, 3 nel doppio sprint, 13 nelle gare a squadre):
  - 13 secondi posti (2 nel doppio, 1 nel doppio sprint, 10 nelle gare a squadre);
  - 6 terzi posti (1 nel doppio, 2 nel doppio sprint, 3 nelle gare a squadre).

### Coppa del Mondo juniores
- Miglior piazzamento in classifica generale nel doppio: 2° nel 2007/08.